# Bessenjenever

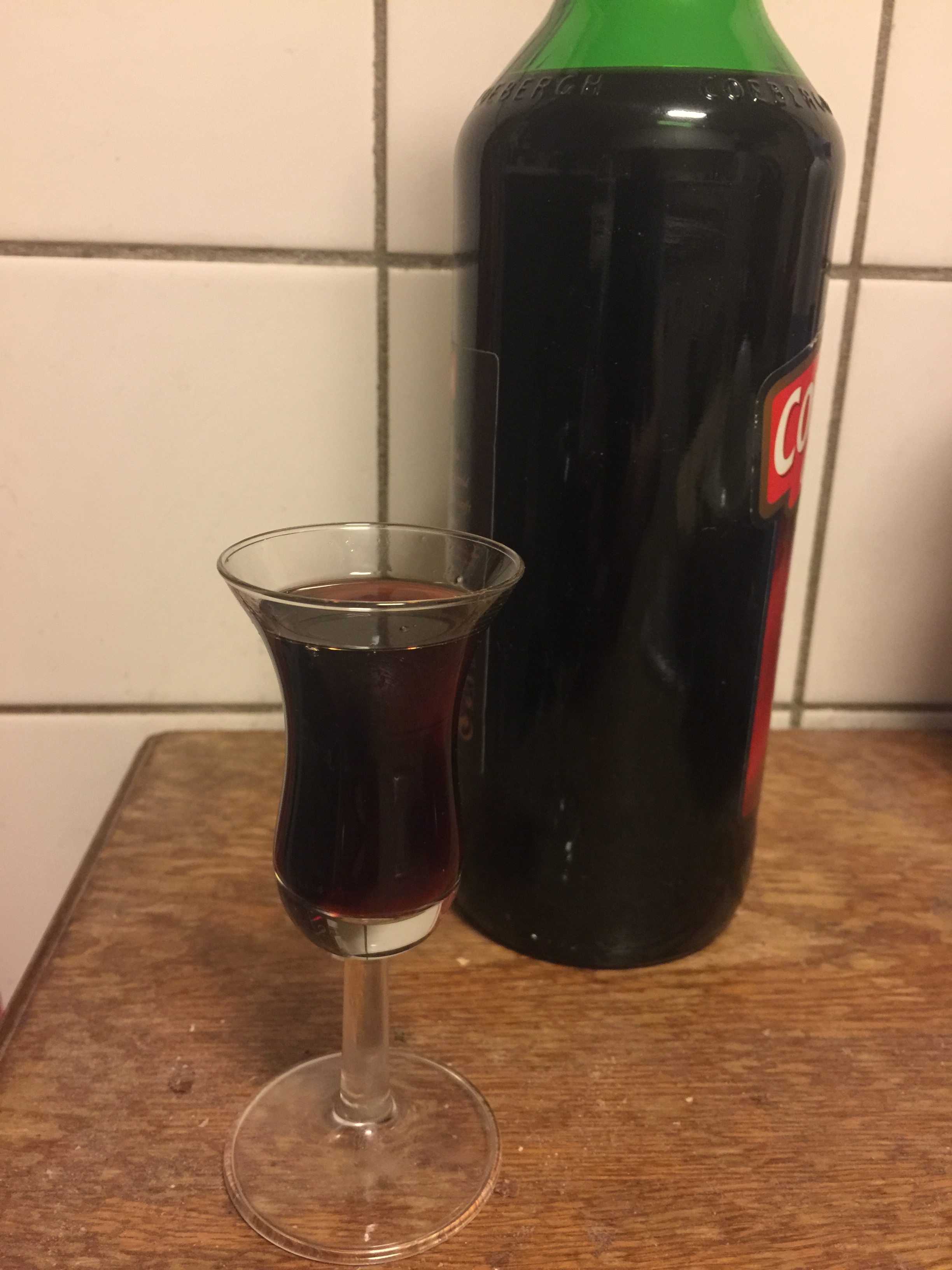
Bessenjenever

Bessenjenever (vaak afgekort tot bessen of bessentje) valt onder de vruchtenjenevers die allemaal in principe dezelfde bereidingswijze hebben.
Het is een traditionele gedistilleerde drank die wordt gemaakt door zwarte bessen te laten trekken in jenever. Soms worden er frambozen bij de bessen gevoegd, soms wordt de drank gezoet met suiker. Bessenjenever is wijnrood van kleur en heeft een alcoholpercentage van ten minste 20%. 